# Caffarelli

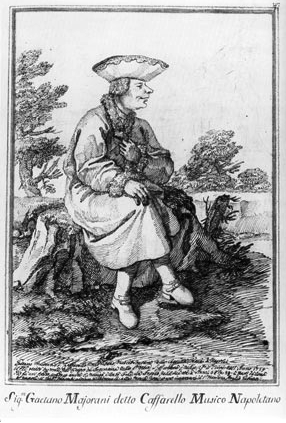
Caffarelli.

Caffarelli, egentligen Gaetano Majorano, född 16 april 1710 nära Bari, död 1783 i trakterna av Neapel, var en italiensk kastrat och operasångare.
Han kallade sig "Caffarelli" efter sin lärare, Caffaro. Efter fem år sångstudier för Porpora vann han stor succé vid framträdande i Rom, Wien och Paris. Han var berömd för sin koloraturfärdighet, i synnerhet i kromatiska löpningar, som han lär ha varit den förste att odla. 
Vid ett tillfälle fängslades han då han gjort obscena gester mot publiken. Likväl var han mycket populär och efterfrågad. 
När han drog sig tillbaka var han en förmögen man. Han hade alltid varit mycket sparsam och samlade på en så stor summa pengar att han kunde köpa hertigdömet Santo Dorato nära Neapel, tog titeln ”duca” (hertig) och byggde där ett mycket stort palats, med påskrift: ”Amphion Thebas, ego domum” ("Amphion byggde Tebe, jag detta hus"). 